# Gwinea Bissau
Gwinea Bissau (port. Guiné-Bissau), Republika Gwinei Bissau (port. República da Guiné-Bissau, wym. [ʁeˈpublikɐ dɐ ɡiˈnɛ biˈsaw]) – państwo położone w zachodniej Afryce, nad Oceanem Atlantyckim. Graniczy z Senegalem od północy i Gwineą od wschodu. Do Gwinei Bissau należą również liczne przybrzeżne wyspy, z których największe skupione są w Archipelagu Bijagós. Państwo jest członkiem Unii Afrykańskiej i ECOWAS.

## Geografia
Kraj nizinny. Najwyższy punkt sięga 300 m n.p.m. Obszary przybrzeżne o charakterze bagiennym, wnętrze kraju zajmuje sawanna. U wybrzeży położona jest grupa wysp Bijagos.

## Historia
Od XIII wieku do XV wieku terytorium dzisiejszego państwa znajdowało się w obrębie Imperium Mali, w XV i XVI wieku w Songhaj. Tereny te zamieszkiwane były przez różnorakie grupy etniczne, w tym Fulan i Mandinka. Od połowy XV wieku miała miejsce penetracja tych obszarów przez Portugalię. W 1687 roku kolonizatorzy utworzyli ufortyfikowaną placówkę handlową, nazwaną Bissau. Do XIX wieku Gwinea Bissau stanowiła miejsce handlu niewolnikami (po jego zakazie proceder był kontynuowany nielegalnie). Od 1879 roku pod nazwą Gwinea Portugalska. W 1886 roku w wyniku porozumienia pomiędzy Francją a Portugalią znaczna część terytorium Gwinei Portugalskiej przypadła Francuzom. W 1951 roku kolonii przyznano status prowincji zamorskiej. W 1956 roku utworzona została niepodległościowa Afrykańska Partia Niepodległości Gwinei i Wysp Zielonego Przylądka (PAIGC), z Amílcarem Cabralem na czele. W 1963 roku wybuchła wojna o niepodległość Gwinei Bissau. W 1973 roku PAIGC kontrolująca większość obszarów kraju ogłosiła niepodległość. W 1974 roku Portugalia wycofała swoje wojska z kraju i uznała niepodległość republiki.
W niepodległej republice monopartyjną władzę objęła PAIGC z Luísem Cabralem jako przewodniczącym Rady Państwa. W 1980 roku Cabral został obalony w wyniku zamachu stanu, a władzę objął João Bernardo Vieira. W 1991 roku wprowadzono system wielopartyjny. Wolne wybory odbyły się w 1994 roku i okazały się sukcesem rządzącej ekipy. W latach 1998–1999 trwała wojna domowa. W jej wyniku do władzy doszła opozycja z Kumba Ialáą jako liderem. W 2004 roku wybory parlamentarne okazały się sukcesem PAIGC, a rok później prezydentem ponownie został wybrany Vieira.
2 marca 2009 prezydent Vieira zginął w czasie ataku wojskowego na pałac prezydencki. Posiadłość prezydenta została zaatakowana przez grupę zbuntowanych żołnierzy. Zgodnie z konstytucją funkcja pełniącego obowiązki szefa państwa przypadła przewodniczącemu parlamentu Raimundo Pereirze. W wyborach prezydenckich 28 lipca 2009 roku zwyciężył Malam Bacai Sanhá z PAIGC. Na stanowisku pozostał do śmierci 9 stycznia 2012 roku, w tym czasie udało mu się opanować dwa zamachy stanu zorganizowane przez wojsko. Pełniący obowiązki prezydenta Raimundo Pereira i były premier Carlos Gomes Júnior zostali 12 kwietnia 2012 roku uprowadzeni przez zbuntowaną armię, która podjęła się kolejnej próby zamachu stanu. Kolejne wybory prezydenckie odbyły się w 2014 roku. Zwycięstwo w nich odniósł José Mário Vaz z PAIGC. W kolejnych wyborach w 2019 roku zwyciężył Umaro Sissoco Embaló z opozycyjnego Madem G15. Embaló jest pierwszym w historii prezydentem Gwinei Bissau, który wygrał wybory prezydenckie bez poparcia PAIGC.

## Ustrój polityczny
Republika wielopartyjna. Prezydent kraju wybierany jest w wyborach powszechnych na pięcioletnią kadencję. W porozumieniu z przedstawicielami rządzących partii mianuje premiera. Władzę ustawodawczą sprawuje stuosobowy jednoizbowy parlament – Narodowe Zgromadzenie Ludowe (Assembleia Nacional Popular).

## Podział administracyjny
Państwo podzielone jest na dziewięć regionów (port. regiões):
- Bafatá
- Biombo
- Bissau
- Bolama
- Cacheu
- Gabú
- Oio
- Quinara
- Tombali

## Gospodarka
Gwinea Bissau należy do grona najbiedniejszych państw świata. Oparta na rolnictwie i rybołówstwie gospodarka została zniszczona przez trwającą w latach 1998–1999 wojnę domową. Gwinea Bissau, z długiem zagranicznym sięgającym prawie miliarda dolarów, korzysta z programu dostosowania strukturalnego Międzynarodowego Funduszu Walutowego. Najważniejszymi produktami eksportowymi są orzechy nerkowca (6. miejsce na świecie) i orzeszki ziemne. Pewne znaczenie ma również przemysł drzewny.
ONZ zalicza Gwineę-Bissau do grupy jednych z najsłabiej rozwiniętych państwa świata (tzw. LDC – Least Developed Countries).

## Demografia

### Język
Szacuje się, że w kraju używa się aż 22 języków, choć sporne jest, na ile są to 22 osobne języki, a na ile odmiany głównych języków. Językiem urzędowym jest portugalski. Jest on używany w mediach, szkołach i komunikatach rządowych. W przeciwieństwie do innych byłych posiadłości Lizbony, takich jak Angola czy Mozambik, tylko 13% społeczeństwa potrafi biegle mówić po portugalsku. W powszechnym użyciu dominują języki lokalne. Wśród nich szeroko używany jest język balanta, zaliczany do rodziny nigero-kongijskiej. Dzieli się on na różne dialekty, wśród których najważniejsze to kentohe i fora. Trzecim szeroko używanym językiem jest kreolski Gwinei Bissau, używany przez około 600 tys. osób, będący językiem ojczystym 100 tys. osób. Występuje on w dwóch odmianach o nazwach kreolski niski i kreolski wysoki. Prawie wszyscy użytkownicy kreolskiego rozumieją portugalski.

### Religia
Struktura religijna kraju w 2010 roku według Centrum Badawczego Pew:
- islam – 45,1%
- tradycyjne religie plemienne – 30,9%
- katolicyzm – 17,9%
- brak religii – 4,3%
- protestantyzm – 2,1% (głównie: Kościół Ewangeliczny, Zbory Boże, Kościół Adwentystów Dnia Siódmego).